# Thornton-Pickard

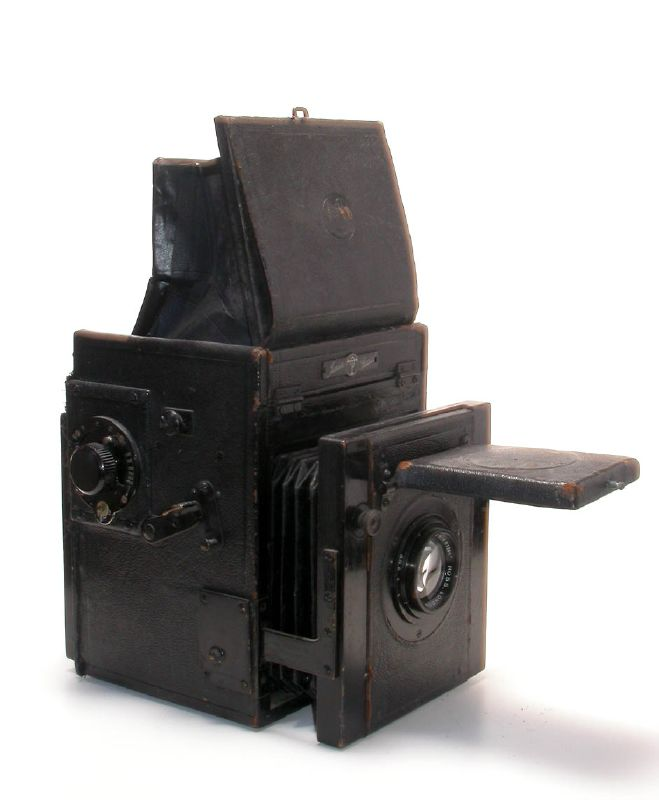
A Thornton-Pickard
Junior Special.

A Thornton-Pickard foi uma companhia de fabricação de câmeras britânica fundada por John Edward Thornton e Edgar Pickard em Manchester, em 1888.